# مارک رایان
مارک رایان (انگلیسی: Mark Ryan (actor)؛ زادهٔ ۷ ژوئن ۱۹۵۶) یک هنرپیشه اهل بریتانیا است. وی از سال ۱۹۸۱ میلادی تاکنون مشغول فعالیت بوده‌است.
از فیلم‌ها یا برنامه‌های تلویزیونی که وی در آن نقش داشته است می‌توان به بادبان‌های سیاه، بازگشت به فرستنده و تبدیل‌شوندگان اشاره کرد.